# Duché de Clermont-Tonnerre
Pour les articles homonymes, voir Clermont-Tonnerre, Clermont et Tonnerre.

Grandes armes de la maison de Clermont-Tonnerre.

Le duché de Clermont-Tonnerre est un titre de la maison de Clermont-Tonnerre.

## Historique des créations
Le duché-pairie de Clermont (dit de Clermont-Tonnerre) est érigé en 1571 à partir du comté de Clermont. Toutefois, le comte de Clermont ayant refusé de céder ce comté à son fils, cette érection est sans effet.
Le duché-pairie de Tonnerre (dit de Clermont-Tonnerre) est érigé en 1572 à partir du comté de Tonnerre, en remplacement du duché-pairie précédent dont l'érection n'a pas eu d'effet. Le brevet n'ayant pas été enregistré, le duché-pairie s'éteint en 1573 au décès de son titulaire Henri Antoine de Clermont.
Le duché-pairie de Clermont-Tonnerre est érigé en 1775 à partir du marquisat de Vauvillers, appartenances et dépendances.
Par ailleurs, en 1823, un titre de duc de Clermont-Tonnerre et pair de France est accordé au cardinal-archevêque de Toulouse, Anne Antoine Jules de Clermont-Tonnerre, mais en raison de l'état ecclésiastique de son titulaire, il faut considérer ce titre comme spécifique.

## Liste des ducs de Clermont-Tonnerre

### Première création
- Henri de Clermont (1540-1573), vicomte de Tallard, duc de Clermont, puis duc de Tonnerre (1571 et 1572 - création) et pair de France.

### Seconde création
1. Gaspard de Clermont-Tonnerre (1688-1781), marquis de Cruzy et de Vauvillers (dit de Clermont-Tonnerre), puis 1er duc de Clermont-Tonnerre (1775 - nouvelle création) et pair de France, maréchal de France (descendant et héritier d'Henri de Clermont)
2. Jules Charles Henri de Clermont-Tonnerre (1720-1794), fils du précédent, 2e duc de Clermont-Tonnerre et pair de France.
3. Aynard de Clermont-Tonnerre (1769-1837), petit-fils du précédent, 3e duc de Clermont-Tonnerre et pair de France.
4. Gaspard Paulin de Clermont-Tonnerre (1753-1842), oncle du précédent, 4e duc de Clermont-Tonnerre et pair de France, prince romain de Clermont-Tonnerre.
5. Aimé Marie Gaspard de Clermont-Tonnerre (1779-1865), fils du précédent, 5e duc de Clermont-Tonnerre et pair de France, ministre.
6. Gaspard Louis Aimé de Clermont-Tonnerre (1812-1889), fils du précédent, 6e duc de Clermont-Tonnerre et pair de France.
7. Gaspard Aimé Charles Roger de Clermont-Tonnerre (1842-1910), fils du précédent, 7e duc de Clermont-Tonnerre.
8. Aimé François Philibert de Clermont-Tonnerre (1871-1940), fils du précédent, 8e duc de Clermont-Tonnerre.
9. Marie Joseph Victor Fernand Aynard de Clermont-Tonnerre (1884-1967), cousin issu de germain du précédent, 9e duc de Clermont-Tonnerre.
10. Marie Joseph Charles Aimé Jean de Clermont-Tonnerre (1885-1970), frère du précédent, 10e duc de Clermont-Tonnerre.
11. Charles Henri Marie Gérard Gabriel de Clermont-Tonnerre (1934-1999), fils du précédent, 11e duc de Clermont-Tonnerre.
12. Aynard Jean Marie Antoine de Clermont-Tonnerre (1962-), fils du précédent, 12e duc de Clermont-Tonnerre.